# Palaeohistoria
Palaeohistoria (mit vollem Titel: PALAEOHISTORIA – Acta et Communicationes Instituti Bio-Archaeologici Universitatis Groninganae) ist eine archäologische Fachzeitschrift, die durch das Archäologische Institut der Universität Groningen herausgegeben wird und jährlich erscheint.
Thematisch behandelt die Zeitschrift detailliert Bereiche der materiellen Kultur, Analyse von Radiokarbondaten und die Ergebnisse von Ausgrabungen, Untersuchungen und Bohrkampagnen. Darüber hinaus hat die Zeitschrift eine bedeutende Rolle im Zeitschriftenaustauschnetzwerk mit 160 anderen nationalen und internationalen archäologischen Instituten.
Das derzeitige Herausgeberteam besteht aus den Koordinatoren P.A.J. Attema, E. Bolhuis, R.T.J. Cappers, P.D. Jordan, F. Kramer (Editorial Coordinator), M.A. Los-Weijns. Die Textbearbeitung leitet S. Needs-Howarth sowie D.C.M. Raemaekers, S. Voutsak. Verlegt wird die Palaeohistoria beim Verlag Barkhuis in Groningen.